# Alior Bank
Die Alior Bank S.A.  (Alior Bank) ist eine polnische Universalbank mit Hauptsitz in Warschau. Ihr Vertriebsnetz besteht aus 197 eigenen und 608 Partnerfilialen sowie 7 Private Banking- und 8 Geschäftskundenzentren.:5
Die Aktie des Unternehmens wird an der Warschauer Wertpapierbörse gehandelt und ist sowohl in deren Leitindex WIG30 als auch im Nebenwerteindex mWIG40 gelistet.

## Geschichte
Im Jahr 2007 entwickelte Wojciech Sobieraj, damals Vorstandsmitglied bei der zu GE Finance gehörenden Bank BPH das Konzept der Gründung einer neuen polnischen Universalbank.
Das dafür erforderliche Kapital stammte vom polnisch-französischen Unternehmer Romain Zaleski über dessen Konzern Carlo Tassara.
Am 18. April 2008 erhielt Carlo Tassara die Genehmigung zur Errichtung einer Bank durch die zuständige polnische Bankenaufsichtsbehörde Komisja Nadzoru Finansowego. Am 1. September desselben Jahres erfolgte die Genehmigung der Aufnahme des Geschäftsbetriebs der so entstandenen Alior Bank durch dieselbe Behörde. Die ersten Filialen wurden am 28. Oktober eröffnet. Die offizielle Aufnahme des Geschäftsbetriebs erfolgte am 17. November 2008.
In Folge einer im Jahr 2011 mit Gläubigern getroffenen Vereinbarung, bis zum Jahr 2013 Aktiva im Wert von 2,5 Mrd. Euro zu veräußern, um mit den Erlösen Schulden zu bezahlen, brachte Carlo Tassara im Jahr 2012 ein Paket von 66 % der Aktien der Alior Bank an die Börse.
Die verbleibenden 34 % der Aktien sollten zunächst bis Ende 2013 an einen strategischen Investor veräußert werden.
Der vollständige Ausstieg Carlo Tassaras wurde später zunächst auf Ende 2014 und schließlich auf Mitte 2016 verschoben, da ein geeigneter Investor aufgrund der hohen Bewertung der Aktie nicht kurzfristig gefunden werden konnte.
Der erste Handelstag der Aktie an der Warschauer Wertpapierbörse (GPW) war der 14. Dezember 2012. Seit März 2014 ist die Aktie im Leitindex WIG20 der GPW enthalten.
Im Oktober 2014 wurde bekannt, dass die Alior Bank beabsichtigte, 95 % der stimmberechtigten Aktien des kleineren Wettbewerbers Meritum Bank für insgesamt 353 Millionen Złoty von den Private-Equity-Gesellschaften Innova Capital und Wolfensohn Capital Partners sowie der Europäischen Bank für Wiederaufbau und Entwicklung zu übernehmen.
Die zuständige Aufsichtsbehörde KNF erteilte ihre Zustimmung im Februar 2015.
Die operative Zusammenführung erfolgte schließlich am 26. Oktober 2015.
Nachdem durch Kapitalerhöhungen der Anteil von Carlo Tassara zwischenzeitlich weiter gesunken war,
übernahm im Jahr 2015  der polnische Versicherungskonzern PZU die verbleibenden 25,3 % der Aktien der Bank von Carlo Tassara für 1,6 Mrd. Złoty.
Zuvor waren auch der Finanzdienstleister Getin Holding und die französische Großbank Société Générale, sowie die spanische Banco Santander als mögliche Käufer diskutiert worden.
Im Jahr 2016 übernahm der Konzern das Kerngeschäft der zu General Electric gehörigen Bank BPH für 1,225 Milliarden Złoty. Davon ausgenommen waren BPHs Hypothekenportfolio sowie die Vermögensverwaltungssparte (diese beiden Geschäftsbereiche verblieben bei GE). Zur Finanzierung der Transaktion emittierte die Alior Bank neue Aktien.
Seit 2016 arbeitet das Unternehmen mit der rumänischen Tochter der Deutschen Telekom zusammen. Das als Telekom Banking bezeichnete Angebot umfasst Girokonten sowie eine Plattform zum Währungstausch in Echtzeit.
Verhandlungen zur Übernahme der polnischen Tochter der österreichischen Raiffeisenbank (Raiffeisen Bank Polska SA) scheiterten im Dezember 2016.
Raiffeisen hatte unter anderem durch den Verkauf der polnischen Einheit angestrebt, die eigene Kernkapitalquote zu verbessern.
Im Juni 2017 verließ Wojciech Sobieraj, CEO und Gründer der Bank, das Unternehmen; er ist seither am Aufbau des Fintechs Vodeno beteiligt.
Im Oktober 2017 gaben die Alior Bank und die Bank Pekao bekannt, über eine mögliche Fusion zu verhandeln, informierten jedoch im August 2018 darüber, keine Einigung über die Bedingungen erzielt haben zu können.
Beiden Unternehmen gemein ist die Tatsache, dass der sich teilweise im Eigentum des polnischen Staats befindliche Versicherungskonzern PZU deren jeweils größten Einzelinvestor darstellt.
Nachdem die Alior Bank bereits in der Vergangenheit mehrere genossenschaftlich organisierte Sparkassen (Spółdzielcza Kasa Oszczędnościowo–Kredytowa im. Św. Jana z Kęt im Jahr 2014, sowie
Spółdzielcza Kasa Oszczędnościowo–Kredytowa im. Stefana Kard. Wyszyńskiego und Powszechna Spółdzielcza Kasa Oszczędnościowo–Kredytowa im Jahr 2016) übernommen hatte, genehmigte die KNF im Januar 2019 die Übernahme der SKOK Jaworzno.

## Einlagensicherung
Als polnisches Kreditinstitut unterliegt die Bank uneingeschränkt der Richtlinie 2014/49/EU der Europäischen Union. Sie ist Mitglied im polnischen Einlagensicherungsfonds (Bankowy Fundusz Gwarancyjny), über den alle Einlagen bis 100.000 Euro in Polen vollständig abgesichert sind.

## Aktionärsstruktur
Das Grundkapital der Gesellschaft beträgt 1.305.539.910,00 Złoty und verteilt sich auf 130.553.991 Aktien der Serien A bis J zum Nennwert von je 10,00 Złoty.:88
| Aktionär                  | Anzahl gehaltener Aktien | Anteil am Grundkapital | Stimmrechtsanteil |
| ------------------------- | ------------------------ | ---------------------- | ----------------- |
| PZU SA                    | 41658850                 | 31,91 %                | 31,91 %           |
| Aviva OFE Aviva BZ WBK    | 9467000                  | 7,25 %                 | 7,25 %            |
| Nationale-Nederlanden OFE | 9300000                  | 7,12 %                 | 7,12 %            |
| Streubesitz               | 70097705                 | 53,70 %                | 53,70 %           |

Der polnische Staat ist über den Versicherungskonzern PZU, an dem er 34,1875 % der Anteile hält, indirekt an der Bank beteiligt.

## Auszeichnungen
Das Unternehmen ist mehrfach von verschiedenen Brancheninstitutionen ausgezeichnet worden, unter anderem als beste Privatkundenbank Polens (2013) sowie für seine Rolle als Innovationstreiber im polnischen Bankenmarkt.